# Nebrídio (gramático assistente)
Nebrídio (em latim: Nebridius) foi um romano do final do século IV, ativo durante o reinado conjunto dos imperadores Valentiniano II (r. 375–392), Teodósio (r. 378–395) e Arcádio (r. 383–408). Um africano, nasceu numa cidade próximo a Cartago, onde seu pai possuía uma boa fazenda. Ca. 385, dirigiu-se a Mediolano (atual Milão) para encontrar-se com Agostinho de Hipona e lecionou como assistente do gramático Verecundo 2. Se sabe que morreu jovem, mas a data é desconhecida.